# Česnek aflatunský
Česnek aflatunský (Allium aflatunense), někdy nazývaný též česnek perský, patří mezi méně známé okrasné cibulnaté rostliny z čeledi amarylkovitých.

## Popis
Dosahuje výšky 75 - 90 cm. Květenství tvoří kulovité okolíky, jednotlivé kvítky mají fialovou barvu.
Kvete v květnu až červnu. Pěkná jsou i odkvetlá květenství

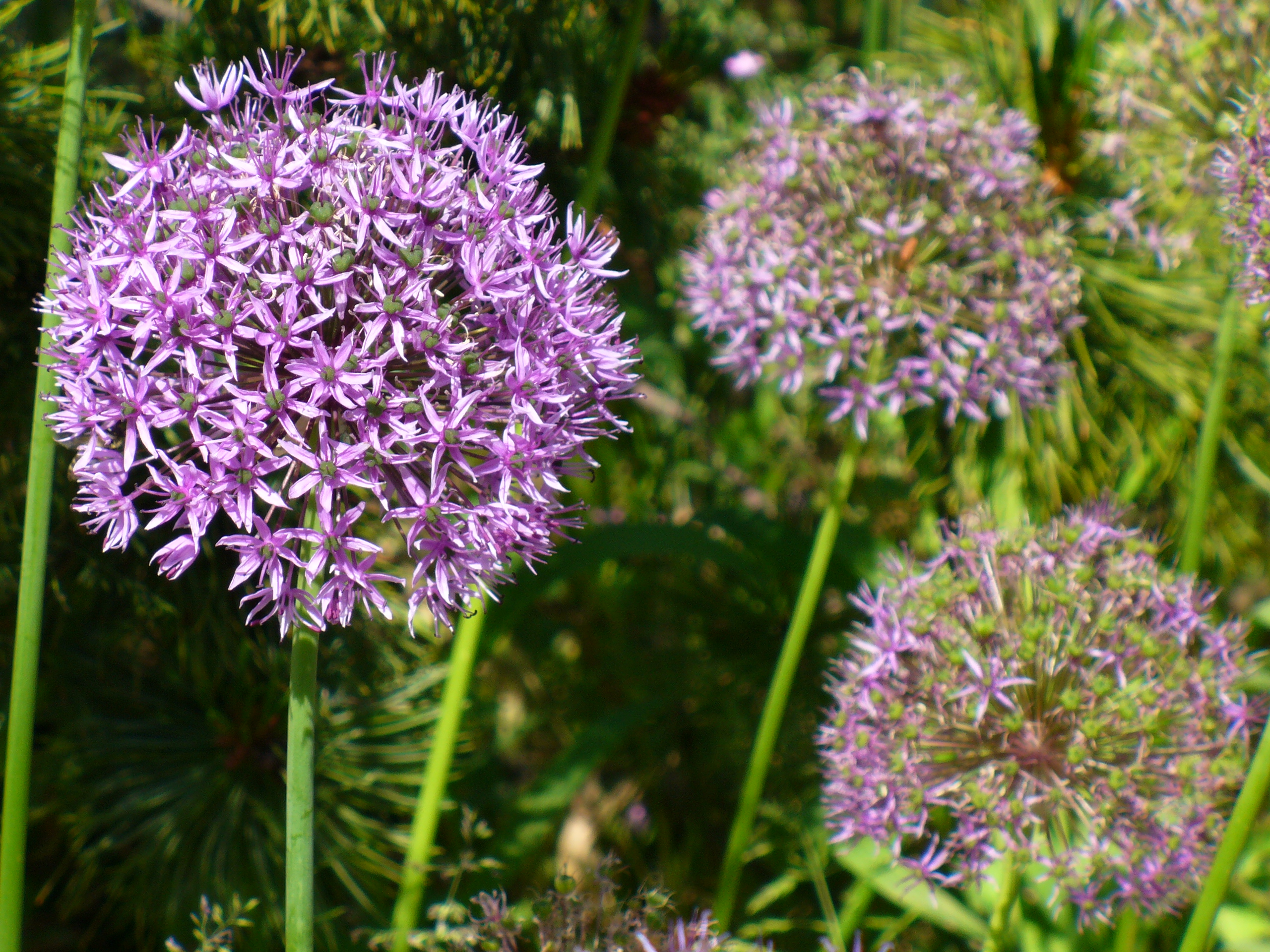
Detail květenství česneku aflatunského

Používá se k řezu.